# Lena, Norvegia
Lena este o localitate situată în partea de sud a Norvegiei, în comuna Østre Toten din provincia Innlandet, pe malul stâng al râului Lena. Localitatea, cu o suprafață de 1,49 km² și o populație de 1.245 locuitori (2021) este reședința comunei. Până la data de 1.1.2020 a aparținut provinciei Oppland.